# 후세촌 (지바현)
후세촌(布施村)은 지바현 이스미군에 일찍이 존재했던 촌이다.

## 지리
- 현재의 이스미시 남부, 온주쿠정 서부에 해당한다.

## 역사
- 1889년 4월 1일 - 정촌제 시행에 수반해 이스미군 후세촌이 성립하였다.
- 1955년 3월 31일 - 시정촌 합병에 의해 소멸하였다
  - (구) 오하라정, 도카이촌, 나미하나촌, 후세촌의 일부와 합병해 오하라정이 성립하였다..
  - 잔부는 2개 지역을 합병해 온주쿠정이 성립하였다.

## 인구
| 1891년 | 3,447 |
| 1935년 | 3,149 |
| 1950년 | 3,782 |

## 참고문헌
- 大原町史編さん委員会編『大原町史 通史編』、大原町、1993年
- 角川日本地名大辞典編纂委員会『가도카와 일본 지명 대사전 12 千葉県』、가도카와 쇼텐、1984年 ISBN 4-04-001120-1